# Robina Jalali
Robina Jalali, también conocida como Robina Muqimyar (Kabul, 3 de julio de 1986), es una exatleta olímpica que representó a Afganistán en los Juegos Olímpicos de Atenas 2004 y Pekín 2008 y en 30 eventos internacionales compitiendo en los 100 metros de velocidad. Compitió atléticamente bajo el apellido de Muqimyar y se postuló para un escaño en la cámara baja del parlamento de Afganistán, la Wolesi Jirga, usando su apellido de Jalali. Fue electa para ese cargo en 2019.
Atrajo la atención internacional por correr mientras usaba el hiyab, el velo tradicional de la mujer musulmana, y porque fue una de las dos primeras mujeres en representar a Afganistán en los Juegos Olímpicos, al competir junto con la yudoca Friba Razayee en los Juegos Olímpicos de Atenas 2004.

## Biografía
Nació en Kabul, Afganistán, y es una de nueve hijos (siete niñas y dos niños). Su padre, Haji Jamaluddin, era un hombre de negocios en la industria de la computación que ahora dirige una empresa sin fines de lucro que enseña a coser a mujeres afganas Jalali fue educada en casa durante la era de los talibanes, cuando la escolarización de las niñas estaba prohibida. Asistió a la escuela después de 2001. Al describir la vida bajo los talibanes, ha dicho: «Las chicas no teníamos nada que hacer bajo los talibanes. No podías ir a la escuela. No podías jugar, no podías hacer nada. Estabas en casa todo el tiempo».
Tiene un bachiller en leyes. Fue integrante del Comité Olímpico Nacional de Afganistán, directora del Servicio e Instituto de Desarrollo Bastane Barhal, jefa de la Federación Financiera de Afganistán Atlántico, directora de la Federación Nacional Deportiva, analista sénior de educación física y deporte.
Estaba casada en 2019.

## Carrera deportiva

### Juegos Olímpicos de 2004
Muqimyar participó en el sprint de 100 metros femenino. Terminó séptima de ocho en su serie, con un tiempo de 14,14 segundos, 0,15 segundos por delante de Fartun Abukar Omar de Somalia. La carrera la ganó la jamaicana Veronica Campbell, con un tiempo de 11,17 segundos. Muqimyar tenía 17 años en el momento del evento. Corrió con "una camiseta y pantalones largos verdes" en lugar de ropa de competición más aerodinámica.

### Juegos Olímpicos de 2008
Inicialmente no tenía previsto competir en los Juegos Olímpicos de Pekín 2008, pero se unió a la delegación de Afganistán después de que la velocista Mehboba Ahdyar dejara su campo de entrenamiento en junio para buscar asilo político en Noruega. En los Juegos Olímpicos de Verano de 2008 participó en los 100 metros de velocidad. En su primera ronda llegó en el octavo y último lugar con un tiempo de 14.80 que no fue suficiente para avanzar a la segunda ronda.

## Carrera política
Se postuló para un cargo como independiente, en una plataforma de igualdad de derechos para mujeres y jóvenes, en las elecciones parlamentarias de septiembre de 2010. Dijo que promovería el atletismo escolar en Afganistán si ganaba un escaño, pero no fue elegida.
En 2019 fue elegida miembro del Parlamento. Su mandato fue interrumpido por la caída del gobierno afgano el 15 de agosto de 2021 cuando los talibanes tomaron el poder.